# Cardamine hydrocotyloides
Cardamine hydrocotyloides är en korsblommig växtart som beskrevs av Wen Tsai Wang. Cardamine hydrocotyloides ingår i släktet bräsmor, och familjen korsblommiga växter. Inga underarter finns listade i Catalogue of Life.